# ويلي أستور
ويلي أستور (بالألمانية: Willy Astor)‏ (و. 1961  م) هو موسيقي، وممثل كوميدي ألماني، ولد في ميونخ.

## جوائز
حصل على جوائز منها:

جائزة الكباريه البافارية ‏

## وصلات خارجية
- ويلي أستور على موقع IMDb (الإنجليزية)
- ويلي أستور على موقع مونزينجر (الألمانية)
- ويلي أستور على موقع ألو سيني (الفرنسية)
- ويلي أستور على موقع ميوزك برينز (الإنجليزية)
- ويلي أستور على موقع ديسكوغز (الإنجليزية)
- ويلي أستور على موقع قاعدة بيانات الفيلم (الإنجليزية)

- ويلي أستور في قاعدة بيانات الأفلام على الإنترنت